# Animale bolnave
Animale bolnave este un roman de construcție de tip frescă socială scris de Nicolae Breban și publicat în 1968. Cartea a primit premiul Uniunii Scriitorilor în anul 1968 pentru romanul anului. A fost ecranizat în 1971 de Breban ca Printre colinele verzi.

## Rezumat
Romanul descrie o serie de crime petrecute în localitatea fictivă Nădrag, cercetările miliției locale pentru a prinde criminalul, precum și aventurile lui Paul, un tânăr recent mutat în oraș cu intenția să se angajeze la uzina locală, implicat tangențial în toate crimele la care asistă fără să vrea. „Subiectul romanului împlinește încă din debut schemele tradiționale ale romanului polițist, însă doar pentru a le deturna secvențial și consecutiv.” (Ștefan Baghiu) Scris în stil aparent polițist, romanul construiește teme filozofice cum ar fi animalitatea condiției umane.

## Structură
Romanul are 13 capitole și un epilog.
Capitolul 1: Paul sosește în orașul N. (Nădrag) după o călătorie cu decovilul și se cazează în baraca dedicată adăpostirii zilierilor de la fabrica locală. Cunoaște câțiva oaspeți frecvenți în baracă, printre care Krinitzki și Miloia. Krinitzki are obiceiul să citească din Biblie în fiecare seară și să interpreteze textul în fața unui grup de ascultători fideli. 
Capitolul 2: Paul se duce la fabrica locală să se angajeze. Asistă fără să vrea la prima crimă, un fierar ucis în atelier. Paul fuge în pădure și dă de un necunoscut cu care intră în vorbă.
Capitolul 3: Se declanșează ancheta și ne sunt prezentate câteva personaje din aparatul miliției, discuțiile lor cu privire la un posibil suspect.
Capitolul 4: În baracă, în aceeași seară, Krinitzki se ceartă cu Dan. 
Capitolul 5: Procurorul Alexandrescu continuă ancheta și ia cina la familia Gârdea unde discută cazul.
Capitolul 6: Paul povestește întâmplări din trecutul său recent și are o discuție cu Miloia.
Capitolul 7: Krinitzki se ceartă cu Dan pe care îl bănuiește că i-a mâzgălit Biblia. Krinitzki este interogat de plutonierul Mateiaș în legătură cu crima anterioară.Titus și Irina se întâlnesc clandestin. Paul intră în casa Irinei unde dă peste un cadavru proaspăt ucis. Paul și Miloia se duc la poliție să raporteze crima. Irina este anchetată de poliție. 
Capitolul 8: Irina vorbește cu Titus despre suspiciunile miliției în care amândoi ar fi suspecți.
Capitolul 9: Paul zace la pat și este îngrijit de Krinitzki. Paul își povestește amintirile recente. Krinitzki iese cu Paul la râu în pădure și este ucis în întuneric. Paul îi descoperă cadavrul. 
Capitolul 10: Titus este anchetat de miliție. Miliția caută prin pădure suspectul principal și reușesc să îl prindă noaptea. În altercație, câinele Dingo moare.
Capitolul 11: Înmormântarea lui Krinitzki are loc în alt sat. Micula discută cu preotul despre religie și credință. Titus se întâlnește în secret cu Irina și consumă relația.
Capitolul 12: Plutonierul Mateiaș se întâlnește în gară cu Micula. Criminalul este arestat.
Capitolul 13: Plutonierul Mateiaș dezvăluie cum s-au petrecut crimele.
Epilog: Paul pleacă din Nădrag cu decovilul. În gară se întâlnește cu Irina poartă o conversație.

## Personaje

### Personaje principale
- Paul Sucuturdean
- Gașpar
- Irina Dabici
- Titus Gârda
- Dan Dabici, fiul vitreg al Irinei
- Krinitzki
- Donesie Micula (zis Miloia)
- Alexandrescu Remus, procuror
- Voștinaru, comandat al Miliției, venit de la raion
- Mateiaș, plutonier

### Personaje secundare
- Lisl Hollinger
- Anni Hollinger
- Hoinic
- Guga baci
- Ilona, servitoare la familia Hollinger
- Racolțea, fost aviator
- Flavius, fratele lui Paul
- baci Giță
- Angela
- soții Pascariu
- Cambrea, colonel
- Bejan, șeful miliției
- Simonca, fierar
- Leca
- Tica Ghergha
- Tavitian Pavic
- Secoșan
- Mitrofanovici
- Capră, săpător
- Onae
- Mihuți, fost pușcăriaș
- Dilica
- Petcu
- Ștefanovici
- Borozia, un bătrân
- Cătălincea, secretar de partid
- Murariu
- baba Mileva
- Paulescu, locotenent
- Brănățeanu Pavel, soldat
- Haralambie Argint, plutonier
- Gore, batrân localnic
- Dingo, câinele polițist

## Receptare critică
- Nicolae Manolescu: "De adevărata încărcătură stilistică a frazei inițiale nu ne dăm seama imediat: suspectăm la început pe autor de a face concesii gustului mic-burghez, introducându-și protagonistul în acțiune printr-una din acele formule devenite clișeu pe care azi le întâlnești doar la muzeul formelor literare sau sub pana romancierilor mediocri. Abia apoi observăm că autorul procedează peste tot așa și descoperim caracterul conștient al procedeului. Obiecția că romanul e "prost scris", "agramat", într-o limbă pe cât de urâtă pe atât de incorectă a fost făcută, nu o dată, lui Nicolae Breban, și de către critici, și de către prozatori. Obiecția denotă o lectură greșită. E destul să citim Postfața sau orice text critic al romancierului, de exemplu unul din interviurile sale, ca să ne dăm seama de un lucru ce nu mai trebuia de fapt demonstrat și anume că Nicolae Breban are o deplină proprietate asupra cuvintelor și că stilul eseurilor sale e,- când trebuie, ideologic și abstract." (Arca lui Noe, 1998)[4]
- Cornel Ungureanu, despre stilul balzacian al lui Breban, vizibil în toate romanele: "Puțini autori români sunt balzacieni cu atâta încăpățânare și atâta fervoare, descriptori meticuloși până la exasperare ai locului în care se mișcă personajul."[5]